# Farinet (monnaie)

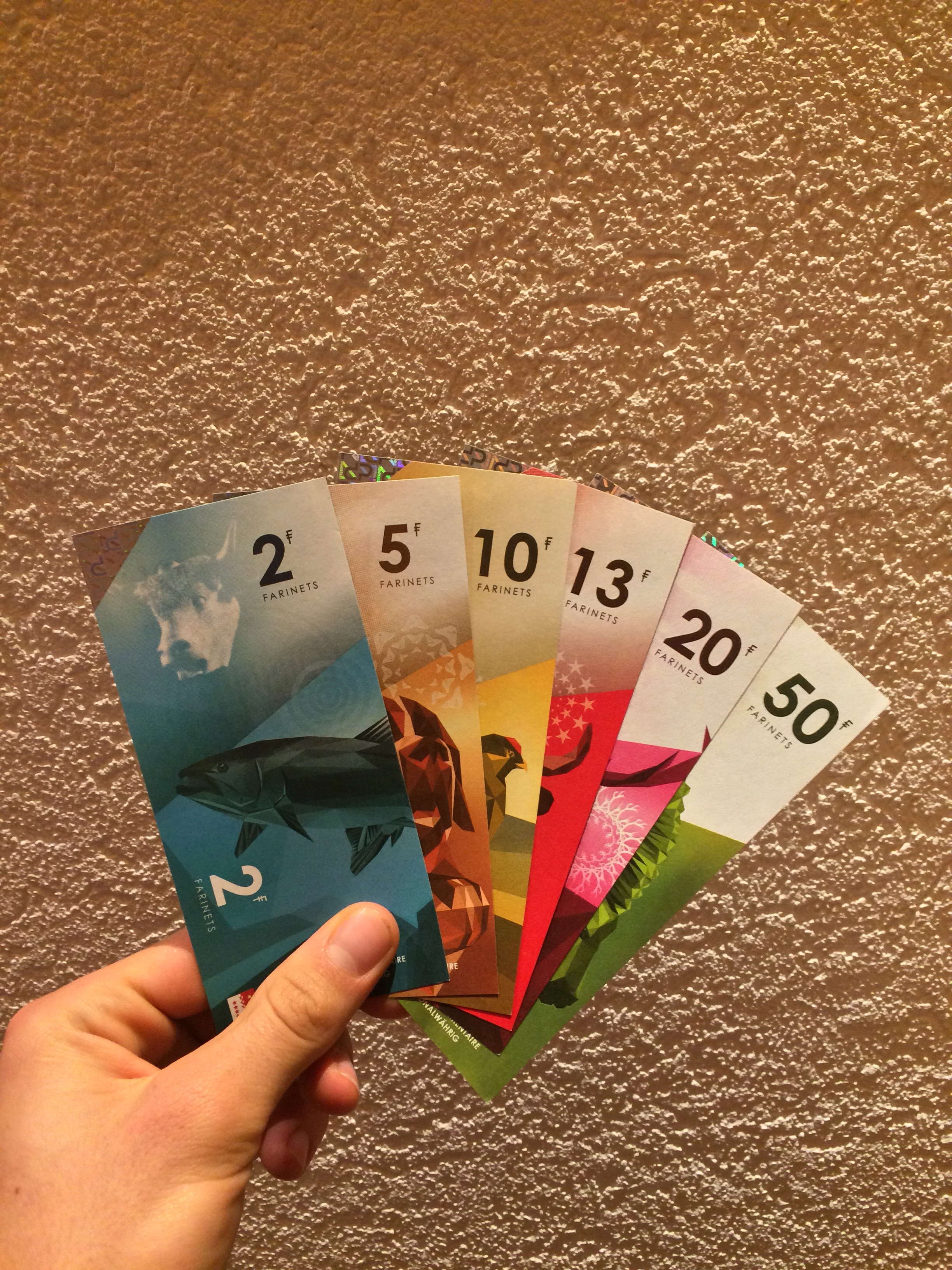
Des billets de 2, 5, 10, 13, 20 et 50 Farinet de la série de 2018.

Le Farinet est une monnaie locale complémentaire utilisée en Valais de 2017, à 2019.
En octobre 2018, 200'000 farinets étaient en circulation. Le Farinet est disponible en coupures de 1, 2, 5, 10, 13, 20, 50 et 100.
Le graphisme des billets est réalisé par Adrien Thétaz. Depuis le 15 octobre 2018 le farinet est accepté aux caisses de certains services de la ville de Sion,.
Selon le comité de dissolution, après le 29 février 2020, le change du farinet ne sera plus garanti .